# Jeux olympiques d'été de 1996
Les Jeux olympiques d'été de 1996, officiellement appelés Jeux de la XXVIe olympiade de l'ère moderne, se sont déroulés à Atlanta. Les États-Unis accueillirent les Jeux olympiques d'été pour la quatrième fois après Saint-Louis en 1904 et Los Angeles en 1932 et 1984. Ils furent également surnommés les Jeux olympiques du centenaire, cent ans après les premières olympiades modernes.
Des polémiques furent engagées sur la légitimité du choix de la ville d'Atlanta au détriment d'Athènes pour les Jeux du centenaire, et sur les problèmes d'organisation liés aux transports et à l'informatique.
Ces Jeux furent aussi marqués par l'explosion, au beau milieu de la foule, d'une bombe dans le parc du Centenaire à Atlanta, faisant deux morts et cent onze blessés. Cet attentat fut commis par Eric Robert Rudolph, revendiquant une motivation religieuse chrétienne, anti-avortement et anti-gouvernementale.
Concernant la compétition, 197 nations et 10 318 athlètes (dont 3 512 femmes) prirent part à 271 épreuves dans 26 sports. Les héros de ces Jeux furent, entre autres, les athlètes Michael Johnson, Carl Lewis et Marie-José Pérec, les nageurs Michelle Smith et Aleksandr Popov et l'haltérophile Naim Süleymanoğlu.

## Élection de la ville hôte
Le Comité international olympique confia l'organisation des Jeux olympiques d'été de 1996 à la ville d'Atlanta au cours de la 100e session du 18 septembre 1990 à Tokyo. Atlanta obtient la majorité des votes des membres du CIO. À l'issue du 5e tour de scrutin, elle devance la ville d'Athènes de 16 voix. Les autres finalistes Toronto, Melbourne, Manchester et Belgrade sont éliminés lors des tours précédents.
| Villes     | Pays        | Tour 1 | Tour 2 | Tour 3 | Tour 4 | Tour 5 |
| Atlanta    | États-Unis  | 19     | 20     | 26     | 34     | 51     |
| Athènes    | Grèce       | 23     | 23     | 26     | 30     | 35     |
| Toronto    | Canada      | 14     | 17     | 18     | 22     | -      |
| Melbourne  | Australie   | 12     | 21     | 16     | -      | -      |
| Manchester | Royaume-Uni | 11     | 5      | -      | -      | -      |
| Belgrade   | Yougoslavie | 7      | -      | -      | -      | -      |

Le choix d'Atlanta, siège social de la boisson gazeuse Coca-Cola, au détriment d'Athènes, lors des Jeux du centenaire, suscita de multiples remarques. De nombreux membres du CIO étaient soucieux d'offrir à la Grèce, berceau de l'olympisme, ce qui semblait lui revenir de droit 100 ans après les premiers Jeux de l'ère moderne.
Le Comité international olympique privilégia la ville américaine en raison notamment de ses infrastructures de qualité. Pour beaucoup, Atlanta, et en particulier Coca-Cola fut récompensé de sa présence de longue date dans l'olympisme, soutenant chaque édition depuis Amsterdam en 1928. La marque est devenue dès 1986 membre du programme TOP, qui regroupe 11 multinationales finançant les Jeux olympiques (50 % des sommes sont redistribuées au mouvement olympique et 50 % servent à l'organisation des Jeux eux-mêmes).

## Organisation

### Genèse et préparatifs
C'est en 1987 que Billy Payne, avocat d’Atlanta et ancien joueur de football américain universitaire eu l'idée de présenter la candidature de sa ville à l’organisation des Jeux olympiques d'été de 1996. Andrew Yong, maire d'Atlanta rechercha immédiatement des financements auprès des entreprises locales. Payne devint directeur du comité local d’organisation et présenta sa candidature au Comité olympique américain, puis au Comité international olympique, en mettant notamment en avant l'hospitalité et le patrimoine culturel de la ville d'Atlanta, lieu de naissance de Martin Luther King. Le comité voulut également promouvoir l'image de la ville jouant un rôle important dans le monde. Après avoir obtenu l’organisation des Jeux en septembre 1990, plus d'un milliard de dollars de fonds d’investissement furent financés par les pouvoirs publics mais également par la vente de billets et par le sponsoring d'entreprises américaines. De nombreux sites sportifs furent alors élargis ou construits pour l'occasion, et de larges efforts furent entrepris par la construction de logements et la rénovation des transports publics. Près de 7 500 chambres d’hôtel virent le jour entre 1990 et l'ouverture des Jeux, portant le total à 60 000 dans la région d'Atlanta. Par ailleurs, le gouvernement fédéral dégagea de fortes sommes pour la rénovation des routes, des trottoirs et des éclairages publics dans le centre-ville d’Atlanta.

### Emblèmes
L'emblème de ces Jeux d'Atlanta représente un flambeau dont la base est représentée par les cinq anneaux olympiques qui surmontent le chiffre 100 faisant honneur au centenaire. Les flammes se dégageant de la torche se terminent par une étoile, symbole de l'excellence sportive. Dans sa version originale, le logo est de couleur dorée à l'image des médailles d'or. La couleur verte présente dans le fond symbolise les lauriers du vainqueur ainsi que l'image écologique de la ville d'Atlanta. Les pictogrammes des épreuves sont créées par le graphiste Malcolm Grear (en) et dont les figures humaines se basent sur les amphores grecques de l'Antiquité. La modification majeure est celle du pentathlon moderne qui représente le cross avec une étoile à 5 branches (depuis 1972, on le représentait par l'équitation avec une étoile).
La torche olympique, inspirée de l'architecture de la Grèce antique, est composé de 22 roseaux d'aluminium représentant toutes les éditions des Jeux olympiques. Sur les bagues figurent l'emblème des Jeux, le nom des précédentes villes hôtes ainsi que l'inscription Atlanta 1996. Les médailles olympiques sont toutes frappées sur l'avers de la déesse de la victoire tenant dans sa main la couronne du vainqueur. Sur le revers, on retrouve l'emblème des Jeux et un rameau d'olivier.
La mascotte des Jeux d'Atlanta se prénomme Izzy. Elle changea d'apparence à plusieurs reprises pendant le déroulement des Jeux, une bouche et un nez finissant même par se dessiner. Izzy, qui ne fut inspiré d'aucun animal, fut la 13e mascotte officielle des Jeux olympiques.

### Cérémonie d'ouverture
Pour fêter le centenaire des Jeux olympiques, les organisateurs offrirent aux 83 000 spectateurs du stade olympique d'Atlanta et aux 3,5 milliards de téléspectateurs un spectacle grandiose. Cette cérémonie d'ouverture permit de mettre en avant l'aspect culturel du sud des États-Unis, mais voulut également rendre hommage au centième anniversaire du mouvement olympique moderne.
Le moment fort de ce 19 juillet 1996 fut l'arrivée sur le stade de la flamme olympique, qui avait parcouru près de 24 000 kilomètres à travers les États-Unis par l'intermédiaire de 10 000 volontaires. Le dernier relayeur fut l'ancien boxeur professionnel américain Mohamed Ali, champion olympique aux Jeux de 1960 sous le nom de Cassius Clay. Dans une grande émotion générale, Mohamed Ali, atteint par la maladie de Parkinson, approcha sa main tremblante tenant le flambeau olympique vers la vasque encore éteinte. Durant ces Jeux d'Atlanta, sa médaille d'or remportée en 1960 lui fut offerte à nouveau.
La musique jouée durant la cérémonie d'ouverture fut l'œuvre, comme en 1984, du compositeur américain John Williams. La chanson de ces Jeux, The Power of the Dream, composée par Kenneth Edmonds et David Foster, fut interprétée par la chanteuse québécoise Céline Dion, accompagnée par l'orchestre symphonique d'Atlanta. La chanteuse américaine Gladys Knight reprit la chanson Georgia on my Mind de Ray Charles. En fin de cérémonie, la soprano Jessye Norman interpréta l'œuvre de Mark Watters, « Citius, Altius, Fortius ».
L'ouverture officielle de ces Jeux de 1996 fut déclarée par le Président des États-Unis Bill Clinton, après un discours de Juan Antonio Samaranch, président du Comité international olympique.

### Sites olympiques

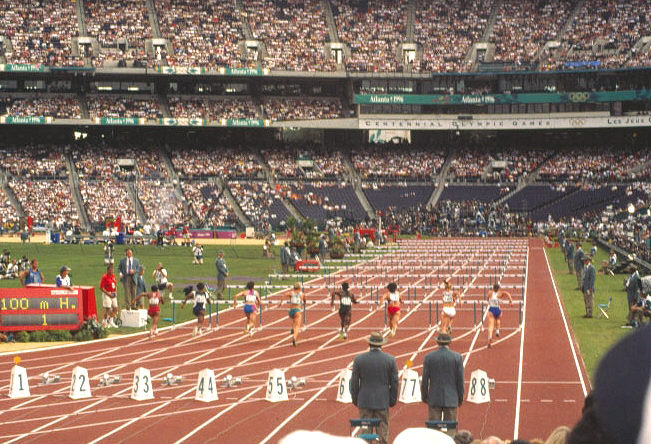
Le stade olympique du Centenaire (Centennial Olympic Stadium).

Le cœur des Jeux d'Atlanta est le parc du Centenaire. Au sein de ce site figure le Stade olympique du centenaire. D'une capacité de 85 000 places, l'enceinte fut construite spécialement pour les Jeux de 1996. Elle accueillit les compétitions d'athlétisme ainsi que les cérémonies d'ouverture et de clôture. L'immense stade couvert du Georgia Dome fut le lieu des épreuves de gymnastique artistique et de basket-ball. Les cinq salles du Georgia World Congress Center furent utilisées pour l'escrime, le judo, le handball, le tennis de table, la lutte et l'haltérophilie. Le centre aquatique fut le Georgia Tech Aquatic Center. Les autres sites du Parc olympique étaient l' Alexander Memorial Coliseum (boxe), l' Atlanta-Fulton County Stadium (baseball), le Georgia State University Gymnasium (badminton), le Morris Brown College Stadium (hockey sur gazon), l'Omni Coliseum (volley-ball) et le
Wolf Creek Shooting Complex (tir). Les épreuves équestres furent disputées au
Georgia International Horse Park, le cyclisme sur piste au vélodrome du Stone Mountain Park.
Des matchs du tournoi olympique de football furent disputés à l'Orange Bowl de Miami, au Citrus Bowl d'Orlando, au Kennedy Stadium de Washington ainsi qu'à Athens et à Birmingham. Les autres villes américaines ayant accueilli des épreuves sportives furent
Savannah (voile), Columbus (softball), le
Lake Lanier à Gainesville et Ocoee River dans le Tennessee.

### Climat et prévisions météorologiques
Le climat d'Atlanta est classé comme Cfa dans la classification de Köppen, soit un climat subtropical humide. Les étés sont généralement très chauds et humides (les températures peuvent facilement dépasser les 35 °C et les indices de chaleur peuvent dépasser les 40 °C), accompagnés parfois de courtes averses chaudes souvent dues à des orages estivaux. Le climat de Savannah est caractérisé par des étés longs et presque tropicaux avec les températures moyennes en juillet de 27 °C. La ville est exposée aux ouragans cap-verdiens et l'un d'eux, Bertha a affecté les compétitions nautiques les 11 et 12 juillet.
Au cours de l'été 1996, le National Weather Service (NWS) a fourni un soutien météorologique à partir de son bureau de Peachtree City en banlieue sud d'Atlanta et d'un bureau au site Olympique de voile de Savannah,. Les besoins spécifiques de chaque site et la gestion de la compétition étaient beaucoup plus détaillés que pour les prévisions publiques du service météo normal, les seuils pour divers phénomènes étant très bas. Ainsi des avis pour l'occurrence à court terme de toute pluie ont été émis plutôt que les alertes plus traditionnelles de précipitations abondantes. Plus de 1 200 avis et avertissements ont été émis pendant la période d'assistance météorologique olympique, concernant des phénomènes allant de la formation de rosée et de  faible visibilité à la foudre et aux fortes pluies. Plusieurs technologies émergentes ont été utilisées pour les opérations d'alerte au sein des deux bureaux, y compris un système d'aide à la décision d'alerte, un ensemble de capteurs météorologiques aux sites et l'échange d'informations avec les responsables aux sites de compétitions.
Les deux centres étaient opérés par des météorologues provenant de divers bureaux du NWS, d'un certain nombre du Canada (selon une entente d'échange initiée avec les Jeux olympiques d'été de 1984 à Los Angeles et ceux d'hiver de 1988 de Calgary), ainsi que d'Australie (en prévision des Jeux de 2000 à Sydney). Les observations, prévisions et alertes étaient formulées en anglais et un logiciel, appelé METEO 96, fut utilisé pour les traduire automatiquement en français, une des langues officielles des Olympiques. Les météorologues canadiens, qui étaient bilingues, révisaient les traductions des bulletins non standards pour les transmettre ensuite aux sites de compétitions et aux médias.

### Polémiques sur les problèmes d'organisation
Ces Jeux d'Atlanta furent marqués par des problèmes d'organisation liés notamment à la communication et au transport des athlètes et des spectateurs. Du point de vue informatique, la transmission des informations par la société IBM connut quelques ratés. Dans la capitale de la communication qu'est Atlanta, des retards de données de résultats ainsi que des informations erronées sur les athlètes furent constatés durant ces Jeux. Les agences de presse internationales dénoncèrent alors le non-respect des engagements pris par la société informatique.
Le point noir de ces Jeux concerna le transport des athlètes et des spectateurs vers les différents sites olympiques. Le réseau de transport de la ville d'Atlanta s'avéra très insuffisant. Les lignes de métro ne furent pas assez nombreuses tandis que les autobus furent confrontés à d'énormes embouteillages. La marche à pied devint par conséquent inéluctable. D'autres problèmes liés à l'organisation furent constatés, du retard dans les épreuves à des erreurs d'attribution de médailles.
En réaction à ces problèmes, le Comité international olympique mit en garde le comité d'organisation (l'ACOG) sur les conséquences que pourraient avoir pour son image de marque les défaillances de l'organisation, dues à la sous-estimation de l'ampleur de la manifestation.
Du fait de ces différents problèmes, la presse railla l'organisation avec les surnoms Glitch games ou Mylanta (en) games. À la cérémonie de clôture, Juan Antonio Samaranch désigne Atlanta 1996 comme « les Jeux les plus exceptionnels », une formule nettement plus nuancée que celle utilisée habituellement : « les meilleurs Jeux à ce jour »,.

## L'attentat du parc du Centenaire
Alors que l'Amérique est toujours sous le choc de l'explosion, inexpliquée à l'époque, du Vol 800 TWA au large de Long Island causant 230 morts, un attentat meurtrier survient durant les Jeux olympiques d'Atlanta avec l'explosion d'une bombe dans le parc du Centenaire, au beau milieu du village olympique.
Dans la nuit du vendredi au samedi 27 juillet 1996, à 1h20 heure locale, une explosion violente se produit au cœur du parc du Centenaire fréquenté alors par des étudiants et des touristes pour faire la fête. Le bilan est lourd : deux morts et 111 blessés. Dès les premières constatations, la police déclare que la bombe, d'origine artisanale, était composée d'un tube en métal contenant des clous et des vis.
Très vite, le Comité international olympique condamna cet incident et affirma que ces Jeux d'Atlanta devaient se poursuivre, comme dans le passé à la suite de la prise d'otages sanglante de Munich en 1972. Ce samedi 27 juillet, une minute de silence fut observée sur tous les sites et les drapeaux olympiques mis en berne.
Lors de la cérémonie de clôture, Juan Antonio Samaranch déclara qu'« Aucun acte de terrorisme n'a jamais détruit ni ne détruira jamais le Mouvement olympique ».
Quelques années plus tard, un suspect dénommé Eric Rudolph, proche des milices et mouvements religieux extrémistes hostiles au gouvernement fédéral, sera arrêté puis condamné à la prison à vie.

## Nations participantes

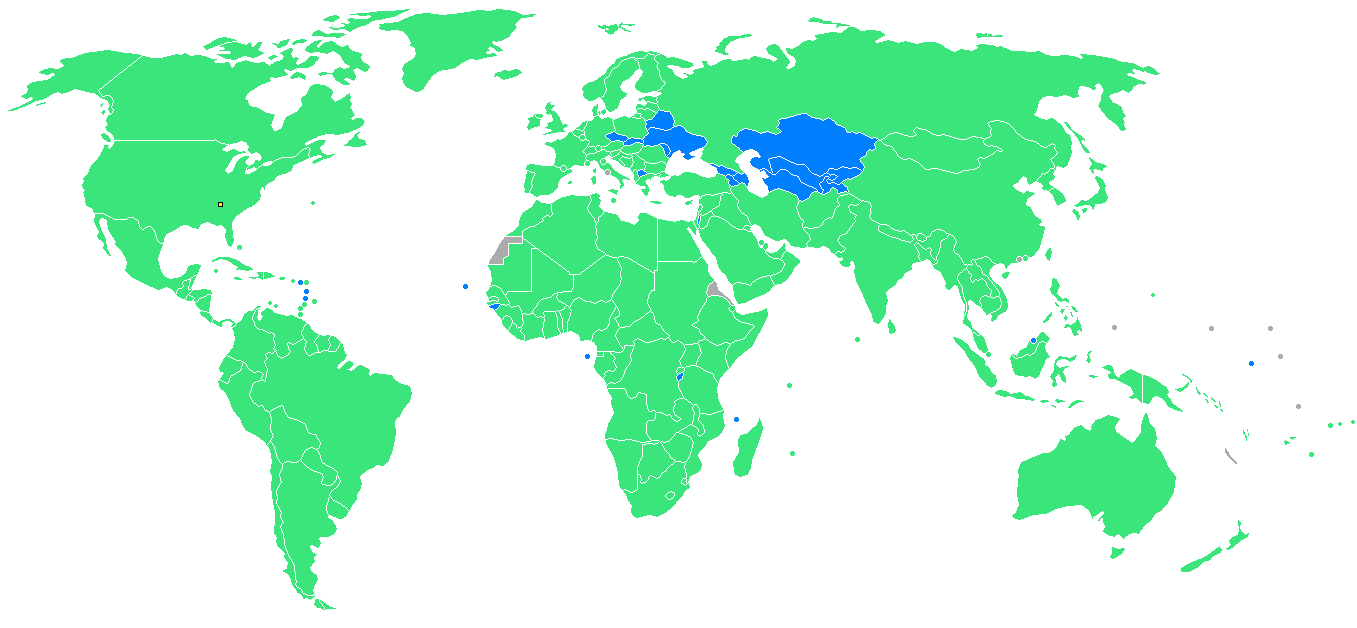
Pays participants en 1996.
Pays participant pour la première fois.
Pays ayant déjà participé.

197 nations et 10 318 athlètes participèrent à ces Jeux de 1996.
24 délégations, dont 11 issues du bloc soviétique concourant avec l'équipe unifiée de l'ex-URSS en 1992, firent leur première apparition à des Jeux olympiques d'été : l'Arménie, l'Azerbaïdjan, la Biélorussie, le Burundi, le Cap-Vert, les Comores, la Dominique, la Géorgie, la Guinée-Bissau, le Kazakhstan, le Kirghizistan, la Macédoine, la Moldavie, Nauru, l'Ouzbékistan, la Palestine, Saint-Christophe-et-Niévès, Sainte-Lucie, Sao Tomé-et-Principe, la Slovaquie, le Tadjikistan, la République tchèque, le Turkménistan et l'Ukraine.
| Afrique | Amériques | Asie | Europe | Océanie |
| - Afrique du Sud (84) - Algérie (45) - Angola (28) - Bénin (5) - Botswana (7) - Burkina Faso (5) - Burundi (7) - Cameroun (15) - Cap-Vert (4) - République centrafricaine (5) - Comores (4) - République du Congo (5) - Côte d'Ivoire (11) - Djibouti (5) - Égypte (29) - Éthiopie (18) - Gabon (7) - Gambie (9) - Ghana (35) - Guinée (5) - Guinée-Bissau (3) - Guinée équatoriale (7) - Kenya (52) - Lesotho (9) - Liberia (5) - Libye (5) - Madagascar (11) - Malawi (2) - Mali (3) - Maroc (34) - Maurice (26) - Mauritanie (4) - Mozambique (3) - Namibie (8) - Niger (3) - Nigeria (65) - Ouganda (10) - Rwanda (4) - Sao Tomé-et-Principe (2) - Sénégal (11) - Seychelles (9) - Sierra Leone (14) - Somalie (4) - Soudan (4) - Swaziland (6) - Tanzanie (7) - Tchad (4) - Togo (5) - Tunisie (51) - Zaïre (14) - Zambie (8) - Zimbabwe (13) | - Antigua-et-Barbuda (13) - Antilles néerlandaises (6) - Argentine (178) - Aruba (3) - Bahamas (26) - Barbade (13) - Belize (5) - Bermudes (9) - Bolivie (8) - Brésil (225) - Îles Caïmans (7) - Canada (303) - Chili (87) - Colombie (48) - Costa Rica (11) - Cuba (164) - Dominique (6) - Équateur (19) - États-Unis (646) - Grenade (5) - Guatemala (26) - Guyana (7) - Haïti (7) - Honduras (7) - Îles Vierges des États-Unis (12) - Îles Vierges britanniques (7) - Jamaïque (45) - Mexique (97) - Nicaragua (26) - Panama (7) - Paraguay (7) - Pérou (29) - Porto Rico (69) - République dominicaine (16) - Saint-Christophe-et-Niévès (10) - Sainte-Lucie (6) - Saint-Vincent-et-les-Grenadines (8) - Salvador (7) - Suriname (7) - Trinité-et-Tobago (12) - Uruguay (14) - Venezuela (39) | - Afghanistan (1) - Arabie saoudite (29) - Bahreïn (5) - Bangladesh (4) - Bhoutan (2) - Birmanie (3) - Brunei (1) - Cambodge (5) - Chine (294) - Corée du Nord (24) - Corée du Sud (300) - Émirats arabes unis (4) - Hong Kong (23) - Inde (49) - Indonésie (40) - Irak (3) - Iran (18) - Japon (306) - Jordanie (5) - Kazakhstan (96) - Kirghizistan (33) - Koweït (25) - Laos (5) - Liban (1) - Malaisie (35) - Maldives (6) - Mongolie (16) - Népal (6) - Oman (4) - Ouzbékistan (71) - Pakistan (24) - Palestine (2) - Philippines (12) - Qatar (12) - Singapour (14) - Sri Lanka (9) - Syrie (7) - Tadjikistan (8) - Taipei chinois (74) - Thaïlande (37) - Turkménistan (7) - Viêt Nam (6) - Yémen (4) | - Albanie (7) - Allemagne (465) - Andorre (8) - Arménie (32) - Autriche (72) - Azerbaïdjan (23) - Belgique (61) - Biélorussie (157) - Bosnie-Herzégovine (9) - Bulgarie (110) - Chypre (17) - Croatie (84) - Danemark (119) - Espagne (294) - Estonie (43) - Finlande (76) - France (299) - Géorgie (34) - Grande-Bretagne (300) - Grèce (121) - Hongrie (214) - Irlande (78) - Islande (9) - Israël (25) - Italie (346) - Lettonie (48) - Liechtenstein (2) - Lituanie (61) - Luxembourg (6) - Malte (7) - Macédoine du Nord (11) - Moldavie (40) - Monaco (3) - Norvège (98) - Pays-Bas (235) - Pologne (165) - Portugal (106) - Tchéquie (115) - Roumanie (165) - Russie (390) - Saint-Marin (7) - Suède (177) - Suisse (114) - Slovaquie (71) - Slovénie (37) - Turquie (53) - Ukraine (231) - Yougoslavie (68) | - Australie (424) - Îles Cook (3) - Fidji (17) - Guam (8) - Nauru (3) - Nouvelle-Zélande (97) - Papouasie-Nouvelle-Guinée (11) - Îles Salomon (1) - Samoa (5) - Samoa américaines (7) - Tonga (5) - Vanuatu (4) |
| 52 pays | 42 pays | 42 pays | 49 pays | 12 pays |

## Compétition

### Sports et résultats
Un nouveau sport fait son apparition à l'occasion des Jeux olympiques d'Atlanta, le softball, tout comme les disciplines du beach-volley et du VTT. Par ailleurs, les femmes disputent pour la première fois le tournoi olympique de football.
Au total, ce sont 26 sports et 271 épreuves qui figurent au programme des Jeux de 1996.
| - Athlétisme (44) - Aviron (14) - Badminton (5) - Baseball (1) - Basket-ball (2) - Beach-volley (2) - Boxe (12) - Canoë-kayak (16) - Cyclisme (14) - Escrime (10) - Football (2) - Gymnastique (16) | - Haltérophilie (10) - Handball (2) - Hockey sur gazon (2) - Judo (14) - Lutte (20) - Pentathlon moderne (1) - Sports aquatiques Natation (32) Natation synchronisée (1) Plongeon (4) Water-polo (1) | - Softball (1) - Sports équestres (6) - Tennis (4) - Tennis de table (4) - Tir (15) - Tir à l'arc (4) - Voile (10) - Volley-ball (2) |

### Faits marquants
Athlétisme

Résultats détaillés

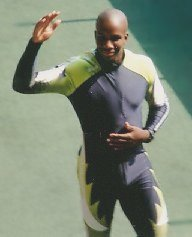
Donovan Bailey.

Le sprinteur américain Michael Johnson réalise un doublé historique sur le sprint. Tout d’abord, il remporte l’épreuve du 400 m avec plus de 10 m d'avance sur son dauphin. Trois jours plus tard, lors de la finale du 200 m, il franchit la ligne d'arrivée en 19 s 32, et améliore le record du monde de l’épreuve qu’il détenait auparavant. Ces victoires sont une revanche pour l'athlète américain qui avait été éliminé quatre ans plus tôt en demi-finale à la suite d'une intoxication alimentaire. À l’instar de Michael Johnson, la Française Marie-José Pérec, réalise également le doublé 200-400 m. Son objectif principal de ces Jeux était de conserver son titre du tour de piste conquis en 1992 à Barcelone. Le 29 juillet 1996, elle réalise cet exploit en devançant l'Australienne Cathy Freeman avec un temps de 48 s 25, soit un nouveau record olympique.
Trois jours plus tard, Perec détient le meilleur des temps des engagées de la finale du 200 m. À la sortie du virage, trois athlètes la devancent. C’est alors que la sprinteuse française fait son effort dans la dernière ligne droite et laisse sur place toutes ses adversaires. La "Gazelle" remporte sa troisième médaille d’or olympique (sa deuxième à Atlanta) sur le temps de 22 s 12. L'athlète américain Carl Lewis entre dans l'histoire en remportant, à l'âge de 35 ans, l'épreuve du saut en longueur pour la quatrième fois consécutive. Cet exploit lui permet de glaner la neuvième médaille d'or olympique de sa carrière, performance que seuls Paavo Nurmi, Mark Spitz et Larissa Latynina avaient jusqu'alors réalisé. Le Canadien Donovan Bailey remporte l'épreuve reine du 100m en battant le record du monde en 9 s 84, alors que la Russe Svetlana Masterkova réalise un doublé sur 800 m et 1 500 m. Le marathon masculin est remporté par le Sud-africain Josia Thugwane.
Aviron

Résultats détaillés

À 34 ans, le Britannique Steve Redgrave devient le premier rameur de l'histoire à remporter une quatrième médaille d'or en quatre Jeux olympiques. Il remporte ce titre en compagnie de Matthew Pinsent dans l'épreuve du deux sans barreur, comme quatre ans auparavant. Le bilan général fait apparaitre l’avènement des équipages australiens (6 podiums).
Badminton

Résultats détaillés

Baseball

Résultats détaillés

Basket-ball

Résultats détaillés

Les États-Unis remporte le tournoi olympique masculin de basket-ball quatre ans après la première Dream Team. Ils battent la Yougoslavie en finale. Chez les femmes, la victoire revient aux Américaines face aux Brésiliennes.
Boxe

Résultats détaillés

Canoë-kayak

Résultats détaillés

Cyclisme

Résultats détaillés

Le cyclisme accueille pour la première fois des professionnels. L'Espagnol Miguel Indurain, quintuple vainqueur du Tour de France, remporte l'épreuve du contre-la-montre, alors que le Suisse Pascal Richard gagne l’épreuve en ligne. Chez les femmes, la Française Jeannie Longo décroche deux médailles, dont le titre sur la course en ligne. Les épreuves du VTT, disputées pour la première fois aux Jeux olympiques, sont remportées par le Néerlandais Bart Brentjens et par l'Italienne Paola Pezzo.
Équitation

Résultats détaillés

Escrime

Résultats détaillés

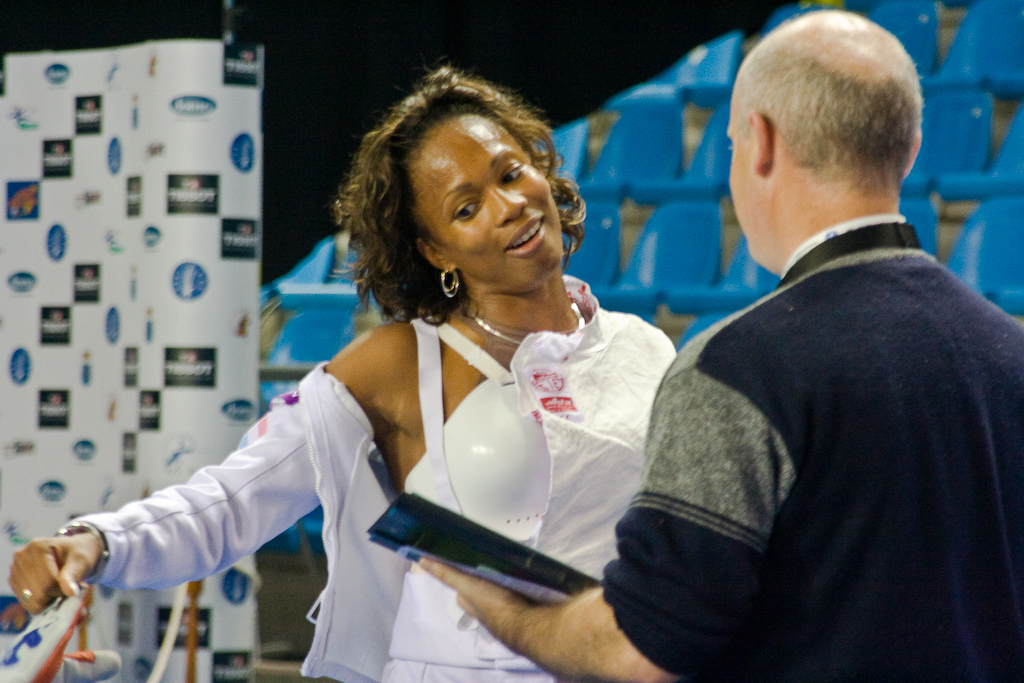
Laura Flessel.

Pour sa première apparition olympique, la Française Laura Flessel remporte le titre individuel et le titre par équipe à l'épée. Trois nations dominent les épreuves d'escrime : la France, l'Italie et la Russie.
Football

Résultats détaillés

L'Équipe du Nigeria de football crée la sensation en battant l'Argentine en finale par 3 buts à 2. Le tournoi féminin est remporté par les États-Unis face à la Chine.
Gymnastique

Résultats détaillés

Haltérophilie

Résultats détaillés

Le Turc Naim Suleymanoglu devient le premier haltérophile champion olympique de la discipline trois fois de suite.
Handball

35 000 spectateurs, c'est le nouveau record du monde pour un match de handball qui a été battu lors du match de la finale qui opposait l'Équipe de Croatie qui s'imposa 27 à 26 face à l'Équipe de Suède.
Résultats détaillés

Hockey sur gazon

Résultats détaillés

Judo

Résultats détaillés

Le Japon et la France se partagent six des 14 épreuves disputées. Ces derniers obtiennent leurs meilleurs résultats olympiques, notamment grâce à David Douillet titré chez les lourds.
Lutte

Résultats détaillés

Pentathlon moderne

Résultats détaillés

Natation

Résultats détaillés

Le nageur russe Alexander Popov est l'un des héros des Jeux d'Atlanta en remportant quatre médailles, dont les deux médailles d’or du sprint sur 50 m et 100 m nage libre. Sur le 100 m, Popov, détenteur du record du monde et tenant du titre, devance l’Américain Gary Hall Jr en 48 s 74, devenant à l'occasion le premier nageur depuis Johnny Weissmuller en 1928 à s'imposer deux fois dans cette épreuve.
Le Russe de 24 ans réalise un autre exploit trois jours plus tard sur le 50 m. Il dispose une fois de plus de Gary Hall Jr pour remporter la course sur le temps de 22 s 13, obtenant ainsi la quatrième médaille d’or de sa carrière. Il complète sa collection d'Atlanta avec deux médailles d’argent supplémentaires en relais. Un mois après ces Jeux de 1996, Alexander Popov sera victime, dans les rues de Moscou, d'un coup couteau lui perforant l’estomac. Chez les femmes, l'Américaine Amy Van Dyken est l'athlète la plus médaillée de ces Jeux d'Atlanta. En remportant le 50 m, 100m, relais 4 × 100 m nage libre et relais 4 × 100 quatre nages, elle devient la première sportive américaine à remporter quatre titres dans une même olympiade. Autre nageuse en vue, l'Irlandaise Michelle Smith remporte également quatre médailles, dont trois en or. Ce fait de gloire sera terni deux ans plus tard par un contrôle antidopage positif lui valant une suspension de quatre ans.
Softball

Résultats détaillés

Tennis

Résultats détaillés

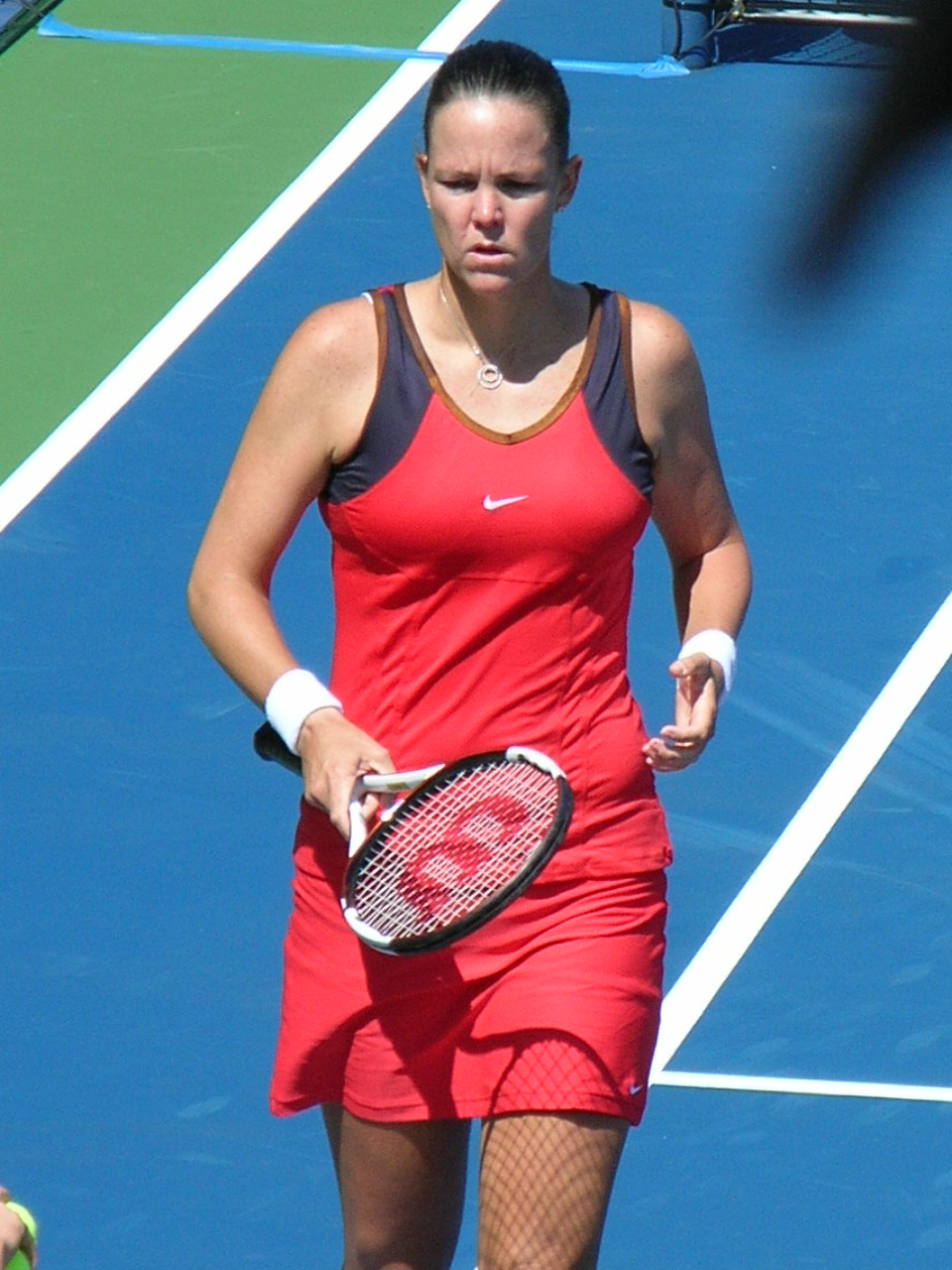
Lindsay Davenport.

Sur leur sol, les Américains Andre Agassi et Lindsay Davenport décrochent les médailles d'or du simple messieurs et du simple dames.
Tennis de table

Résultats détaillés

La Chinoise Deng Yaping remporte les titres du simple et du double en tennis de table après avoir fait de même en 1992.
Tir

Résultats détaillés

L'épreuve mixte de skeet ayant été supprimée par le CIO sur proposition de l'Union internationale de tir pour être remplacée par des épreuves pour hommes et pour femmes, une épreuve pour hommes est bien programmée, mais pas celle pour femmes, pourtant prévue au départ. Selon Le Point, c'est le résultat de la performance de Zhang Shan, championne olympique de l'épreuve mixte à Barcelone, première (et dernière) femme à réaliser l'exploit.
Tir à l'arc

Résultats détaillés

Voile

Résultats détaillés

Volley-ball

Résultats détaillés

### Records de médailles
| Athlète           | Pays       | Sport       | Médaille d'or, Jeux olympiques | Médaille d'argent, Jeux olympiques | Médaille de bronze, Jeux olympiques | Total |
| Amy Van Dyken     | États-Unis | Natation    | 4                              | 0                                  | 0                                   | 4     |
| Michelle Smith    | Irlande    | Natation    | 3                              | 0                                  | 1                                   | 4     |
| Alexander Popov   | Russie     | Natation    | 2                              | 2                                  | 0                                   | 4     |
| Gary Hall Jr.     | États-Unis | Natation    | 2                              | 2                                  | 0                                   | 4     |
| Alexei Nemov      | Russie     | Gymnastique | 2                              | 1                                  | 3                                   | 6     |
| Denis Pankratov   | Russie     | Natation    | 2                              | 1                                  | 0                                   | 3     |
| Lilia Podkopayeva | Ukraine    | Gymnastique | 2                              | 1                                  | 0                                   | 3     |

### Tableau des médailles
La délégation des États-Unis remporte sur son sol 101 médailles dont 44 en or. Elle devance la Russie (63 médailles dont 26 d'or) et l'Allemagne (65 médailles dont 20 d'or). L'éclatement des blocs et la naissance de nouveaux États entrainent une plus large répartition des titres. Sur les 197 pays en lice, 79 ont gagné au moins une médaille.
Les dix premières nations au classement des médailles :
| Rang | Nation       | Or | Argent | Bronze | Total |
| ---- | ------------ | -- | ------ | ------ | ----- |
| 1    | États-Unis   | 44 | 32     | 25     | 101   |
| 2    | Russie       | 26 | 21     | 16     | 63    |
| 3    | Allemagne    | 20 | 18     | 27     | 65    |
| 4    | Chine        | 16 | 22     | 12     | 50    |
| 5    | France       | 15 | 7      | 15     | 37    |
| 6    | Italie       | 13 | 10     | 12     | 35    |
| 7    | Australie    | 9  | 9      | 23     | 41    |
| 8    | Cuba         | 9  | 8      | 8      | 25    |
| 9    | Ukraine      | 9  | 2      | 12     | 23    |
| 10   | Corée du Sud | 7  | 15     | 5      | 27    |

## Monnaies commémoratives
Quatre pièces de 100 francs en argent, œuvres de Joaquin Jimenez, ont été frappées en 1996 pour Le Centenaire des Jeux olympiques.

## Médias
La retransmission fut assurée par l'Atlanta Olympic Broadcasting (AOB).
Les Jeux olympiques d'Atlanta enregistrent un nouveau record des montants des droits de retransmission avec plus de 896 millions de dollars. Pour avoir l'exclusivité de diffusion dans le territoire américain, la chaine NBC déboursa à elle seule 456 millions de dollars. Cet investissement fut largement rentabilisé par la vente de ses espaces publicitaires estimés à 675 millions de dollars. On considère que près de dix-neuf milliards de spectateurs et de téléspectateurs, en audience totale cumulée, regardèrent les épreuves.
15 108 médias étaient présents à Atlanta, dont 5 695 organes de presse écrite et 9 413 diffuseurs. Plus de 19 161 journalistes et techniciens accrédités couvrirent les Jeux. Plus de 47 466 volontaires ont participé à l'organisation.
| Zone / Chaîne ou groupement de médias | Montant (en millions de dollars) |
| ------------------------------------- | -------------------------------- |
| États-Unis (NBC)                      | 456                              |
| Europe (UER/EBU)                      | 247                              |
| Japon (AOJC, 4 chaines)               | 99,5                             |
| Australie (Seven Network)             | 30                               |
| Canada (CBC)                          | 20,75                            |
| Corée (consortium)                    | 9,75                             |
| Nouvelle-Zélande (TVNZ)               | 8                                |
| Afrique du Sud (SABC)                 | 6,75                             |
| Amérique latine (OTI)                 | 5,45                             |
| Asie-Pacifique (APBU)                 | 5                                |
| États arabes (ASBU (en))              | 3,75                             |
| Autres                                | 5                                |
| Total                                 | 896,95                           |

En France, TF1, France Télévisions, Canal+ et Eurosport diffusèrent l’événement.

## Dopage
Deux athlètes furent disqualifiées à la suite de contrôles antidopage positifs :
- Iva Prandzheva (Bulgarie, athlétisme) : méthandrosténolone ;
- Natalya Shekhodanova (Russie, athlétisme) : stanozolol.

## Dans les arts et la culture populaire

### Filmographie

#### Cinéma
- 1997 : Prise d'otages à Atlanta d'Albert Pyun.